# Бомпас (Источни Пиринеји)
Бомпас (фр. Bompas) насеље је и општина у јужној Француској у региону Лангдок-Русијон, у департману Источни Пиринеји која припада префектури Перпињан.
По подацима из 2011. године у општини је живело 7197 становника, а густина насељености је износила 1262,63 становника/km². Општина се простире на површини од 5,70 km². Налази се на средњој надморској висини од 16 метара (максималној 20 m, а минималној 9 m).

## Демографија
| 1962. | 1968. | 1975. | 1982. | 1990. | 1999. | 2011. |
| ----- | ----- | ----- | ----- | ----- | ----- | ----- |
| 1.474 | 1.693 | 1.951 | 4.670 | 6.323 | 6.944 | 7.197 |

График промене броја становника у току последњих година